# Сарала
Сарала́ (в верховье Левая Сарала́) — горно-таёжная река на севере Хакасии, левый приток реки Чёрный Июс (бассейн реки Чулым).
Берёт начало в центральной части Кузнецкого Алатау.
Длина 65 км, площадь водосбора 1310 км². Среднегодовой расход воды — около 21 м³/с. В бассейне проводилась промышленная добыча золота.

## Притоки
- 2 км: Сабула (лв)
- 13 км: Юзик (лв)
- 17 км: Сухая Сабула (пр)
- 24 км: Богоюл (пр)
- 28 км: Карасук (лв)
- 30 км: Малый Карасук (лв)
- 43 км: Правая Сарала (пр)

## Данные водного реестра
По данным государственного водного реестра России относится к Верхнеобскому бассейновому округу, водохозяйственный участок реки — Чулым от истока до города Ачинск, речной подбассейн реки — Чулым. Речной бассейн реки — (Верхняя) Обь до впадения Иртыша.